# Charlie Paddock
Charles ("Charley") William Paddock (Gainesville, Texas, 11 d'agost de 1900 – Sitka, Alaska, 21 de juliol de 1943) va ser un atleta estatunidenc, doble campió olímpic en proves de velocitat.

## Biografia
Va néixer a Gainesville, Texas. Va participar en la I Guerra Mundial com a tinent d'artilleria. Una vegada acabada la guerra va estudiar a la Universitat Meridional de Califòrnia, lloc on es va fer membre de l'equip d'atletisme en pista i camp a través. Va destacar a les curses de velocitat. El 1919 va guanyar els 100 i els 200 metres llisos als jocs interaliats, campionat en el qual competien soldats de les nacions aliades.
El 1920 va ser escollit per representar el seu país en els Jocs Olímpics d'Anvers. Va guanyar la final dels 100 metres i va quedar segon als 200 metres. Com a membre de l'equip de relleus 4 x 100 metres va aconseguir la seva segona medalla d'or.
Quatre anys més tard va prendre part en els Jocs Olímpics de París. De nou es va classificar per a les finals de 100 i 200 metres, però en aquesta ocasió, va quedar 5è als 100 metres i va ser medalla de plata als 200 metres.
Charley Paddock va participar quatre anys després en la seva tercera olimpíada, però aquesta vegada no es va classificar per a la final de 200 metres.
Durant la seva activitat atlètica va dur la gestió d'alguns diaris. A partir de 1920 va actuar també en algunes pel·lícules.
El 1943, durant la Segona Guerra Mundial va morir en un accident aeri prop de Sitka, Alaska, junt al general William P. Upshur.